# Mistoforia
Mistoforia era como se chamava a indenização diária, paga aos cidadãos atenienses que participassem de atividades públicas. Foi instituída em Atenas por Péricles, como parte do processo de democratização, para permitir que os cidadãos mais pobres participassem das sessões da bulé. Aristófanes  nas suas comédias Os cavaleiros e As mulheres na assembleia ironiza essa compensação, tomando-a de um ponto de vista aristocrático, como uma típica manifestação de demagogia.    